# Черлюнчакевич Кирило Сильвестрович

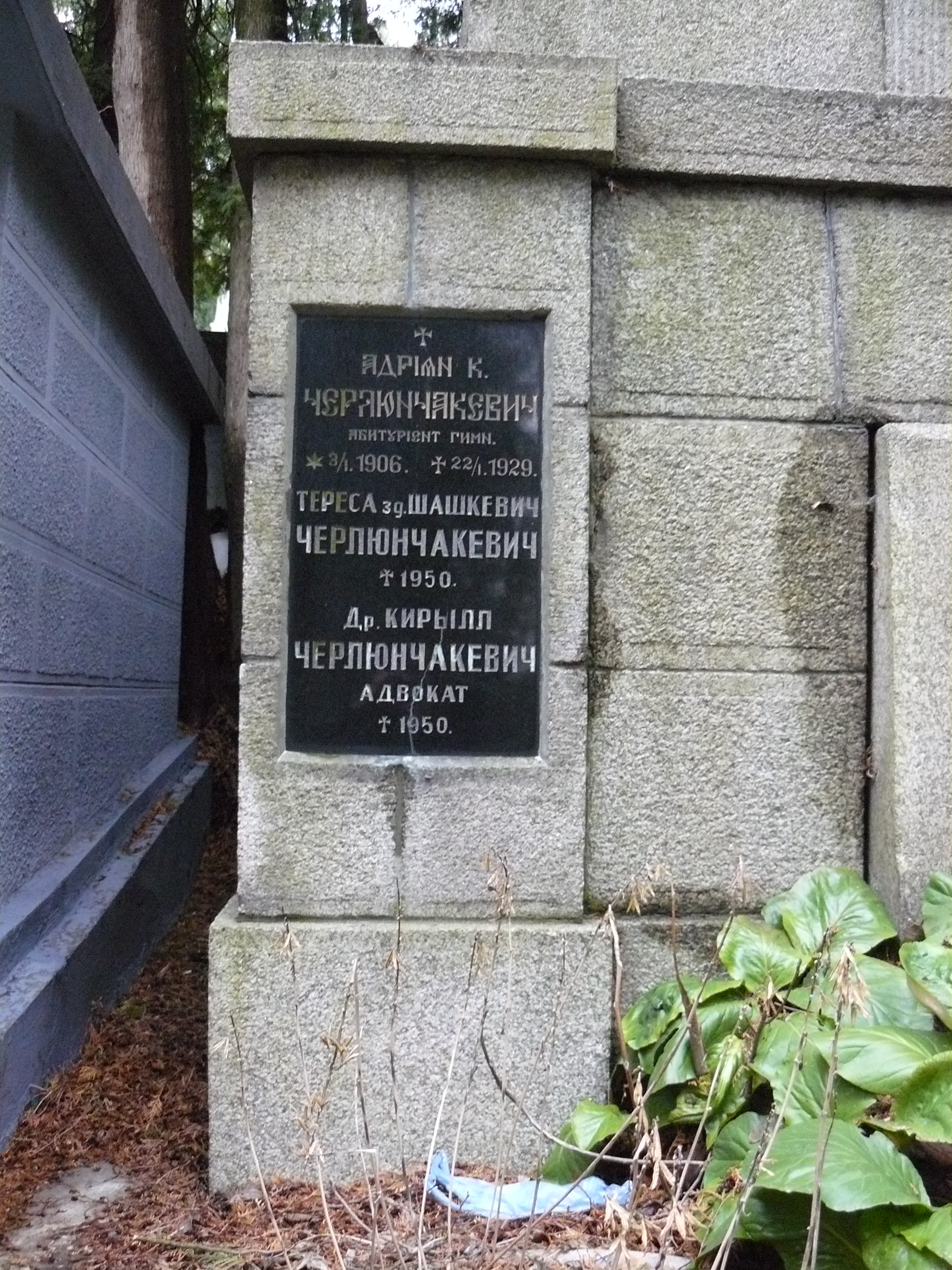
Гробниця роду Черлюнчакевичів, Перемишль

Кири́ло Сильве́стрович Черлюнчакевич (пол. Cyryl Czerlunczakiewicz; 30 березня 1869, В'язівниця — 1 лютого 1950, Перемишль) — адвокат, меценат, громадський діяч москвофільского напряму в Галичині 1900-1940-х років.

## Життєпис
Народився у селі В'язівниця (нині Польща, Підкарпатське воєводство) у родині священика. Вищу освіту здобув у краківському університеті. Проживав у Перемишлі.
Коли у 1900 році москвофіли створили «Русскую народную партію» (РНП), Кирило Черлюнчакевич увійшов до керівного органу партії — «Народного совєта», до складу якого входило вісім осіб.
В 1914 році виступав захисником на судовому процесі відомого москвофіла Максима Сандовича та товаришів.
З початком Першої світової війни був заарештований і засуджений, на Першому процесі проти галицько-буковинських москвофілів до смертної кари, заміненої на довічне ув'язнення. Звільнений у 1917 році. У 1920 році боронив засновників Західно-Лемківської республіки у польському суді.
До смерті проживав у Перемишлі, був відомий як меценат і громадський діяч. Похований на Головному цвинтарі міста.